# Nikodem Dyzma (film)
Nikodem Dyzma – polski film fabularny, komedia obyczajowa z 1956 w reżyserii Jana Rybkowskiego. Jest to pierwsza adaptacja powieści Tadeusza Dołęgi-Mostowicza pt. Kariera Nikodema Dyzmy wydanej w 1932.

## Okoliczności powstania

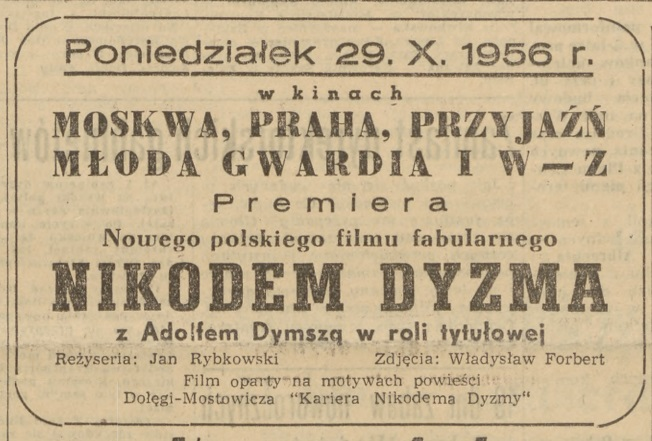
Ogłoszenie o premierze filmu w Życiu Warszawy

W czasie stalinizmu powieści Tadeusza Dołęgi-Mostowicza znajdowały się na indeksie cenzury. Pierwsze po przerwie wydanie Kariery Nikodema Dyzmy ukazało się w 1954 roku i było jednym z wydarzeń kulturalnych okresu odwilży, jaki nastąpił po śmierci Stalina.
Na fali zmian założony w 1955 roku Zespół Filmowy Rytm podjął się próby zekranizowania tej powieści. Film okazał się pierwszą polską produkcją, która zrywała z socrealistyczną praktyką przedstawiania okresu II Rzeczypospolitej wyłącznie w negatywny sposób.  
W roli tytułowej wystąpił Adolf Dymsza, gwiazda przedwojennego kina, zwany "królem polskiej komedii".  Reżyserią zajął się Jan Rybkowski, kierownik artystyczny Rytmu, twórca popularnej komedii Sprawa do załatwienia z 1953 roku, w której również grał Dymsza. W produkcję zaangażowało się wielu twórców zarówno doświadczonych, jak i cały szereg młodych (w tym późniejsi reżyserzy Stanisław Bareja i Roman Polański, którzy wystąpili w epizodach). Na ekranie pojawiła się plejada młodych aktorów, a główną rolę kobiecą grała Urszula Modrzyńska, znana z Pokolenia Wajdy (1954). 
Odtworzono realia przedwojennej Warszawy, od zwykłych ulic po salony (zdjęcia kręcono w Łodzi). Film odwoływał się do warszawskiego folkloru miejskiego, którego ikoną był "Dodek". Stylistyka salonowych scen nawiązywała wprost do przedwojennego kina, a jednocześnie sposób prowadzenia fabuły i prowadzenia kamery tchnął świeżością i odpowiadał stylistyce komediowej połowy lat 50.  
Formalnie film miał być krytyką elit sanacyjnych, podobnie jak powstały dwa lata wcześniej Domek z kart. Jednak uciekając w groteskę twórcy Nikodema Dyzmy niemal całkiem pozbawili film wymowy propagandowej. Przeciwnie, obraz przywoływał pozytywne wspomnienia o czasie sprzed okupacji i socjalizmu, a zwłaszcza nostalgię za dawną Warszawą. Już sam autor powieści, Dołęga-Mostowicz, najpopularniejszy pisarz przedwojenny i współtwórca przebojów filmowych był dla wielu osób symbolem powrotu do "normalności" i najlepszą reklamą filmu.
Mimo że wiele wcześniejszych filmów trafiło na półki, premiera Nikodema Dyzmy odbyła się 29 października 1956 roku. Był to najgorętszy okres "polskiego października". Pięć dni wcześniej miało miejsce słynne przemówienie Władysława Gomułki na Placu Defilad, a dzień wcześniej czasopismo Po Prostu zamieściło historyczny artykuł "Polski październik". Premiera filmu stała się jednym z ważnych wydarzeń kulturalnych Października '56. Była to też jedna z niewielu polskich premier roku 1956. Kojarzone z okresem odwilży pierwsze filmy polskiej szkoły, takie jak Kanał Wajdy czy Człowiek na torze Munka, miały premierę dopiero w następnym roku.
Film został przyjęty przez widzów entuzjastycznie. Osiągnął olbrzymi sukces frekwencyjny. Tylko do samego końca 1956 roku obejrzało go aż 1 684 925 widzów (i 3 870 460 widzów do końca lat 60., co czyniło go najpopularniejszą polską premierą tamtego roku). Krytycy zarzucali jednak Dymszy zbytnie ugładzenie postaci Nikodema Dyzmy, a filmowi groteskowość i odejście od przekazu powieści. Z czasem film był coraz mniej upubliczniany i odchodził w zapomnienie.
W 1980 reżyser Jan Rybkowski ponownie zekranizował powieść, tworząc serial telewizyjny Kariera Nikodema Dyzmy.

## Fabuła
Nikodem Dyzma, uliczny nędzarz bez pracy i dachu nad głową (jedynie z własnym frakiem), próbuje zatrudnić się w jednym z nocnych lokali, którego właściciel oświadcza, że on nie nadaje się do tej pracy, gdyż jest zbyt prowincjonalny. Uśmiech losu sprawia, że znajduje na ulicy zaproszenie na pewien wytworny bal, na który postanawia pójść, by oddać zaproszenie (licząc na skromny napiwek), tymczasem zostaje wzięty za jednego z gości, a dzięki dość oryginalnemu zachowaniu zostaje wkrótce prezesem Państwowego Banku Zbożowego.

## Obsada
- Adolf Dymsza – Nikodem Dyzma
- Urszula Modrzyńska – Zula

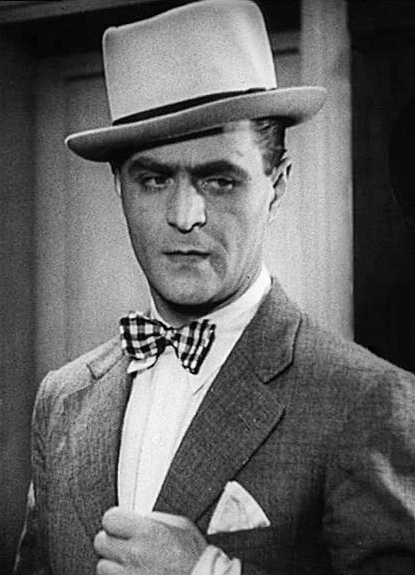
Adolf Dymsza, odtwórca tytułowej roli

- Tadeusz Gwiazdowski – Gabryś, „sąsiad” Dyzmy spod mostu Poniatowskiego, potem jego lokaj
- Ryszard Ronczewski – mężczyzna na schodach mostu Poniatowskiego
- Katarzyna Łaniewska – dziewczyna spod mostu Poniatowskiego
- Kazimierz Fabisiak – Leon Kunicki
- Ewa Krasnodębska – Nina Kunicka
- Halina Dobrowolska – Kasia, córka Kunickiego
- Stanisław Bareja – kamerdyner Kunickiego
- Lech Madaliński – pułkownik Wareda
- Tadeusz Somogi – porucznik, podwładny Waredy
- Kazimierz Wichniarz – członek świty Waredy
- Aleksander Gąssowski – premier
- Andrzej Bogucki – Władysław Jaszuński, minister rolnictwa
- Edward Dziewoński – Jan Ulanicki, wiceminister rolnictwa
- Kazimierz Wilamowski – dyrektor Terkowski
- Władysław Osto-Suski – mężczyzna schlebiający Terkowskiemu
- Jarema Stępowski – radca, wysłannik prezydenta
- Władysław Staszewski – dyrektor departamentu
- Kazimierz Pawłowski – mister Cox
- Leon Niemczyk – tłumacz mister Coxa
- Emil Karewicz – Melonek, komisarz policji
- Tadeusz Fijewski – Jarec, nadinspektor policji
- Zygmunt Chmielewski – prezes Artur Rakowiecki
- Krystyna Ciechomska – prezesowa Rakowiecka
- Stanisław Milski – Owsik, właściciel dancingu „Gigolo”
- Zygmunt Zintel – Ignacy, pianista dancingu „Gigolo”
- Jerzy Bielenia – piosenkarz śpiewający „Byczo będzie”
- Lidia Wysocka – piosenkarka śpiewająca o Dyzmie
- Antoni Biliczak
- Bolesław Bolkowski
- Edward Wichura – dziennikarz
- Seweryn Butrym – redaktor
- Adam Daniewicz
- Edmund Fetting – gość na balu
- Urszula Hałacińska
- Stanisław Kwaskowski
- Barbara Leleniewska
- Małgorzata Lorentowicz – generałowa Dobicińska
- Ludmiła Łączyńska – hrabina Koniecpolska
- Helena Makowska – hrabina Czarska
- Karol Leszczyński
- Zdzisław Lubelski – właściciel restauracji
- Lidia Korsakówna – prostytutka w restauracji
- Ryszard Filipski – złodziej
- Teresa Lipowska – kobieta towarzysząca złodziejowi w restauracji
- Jan Łopuszniak
- Józef Matuszewski
- Jerzy Michalewicz
- Maria Nowotarska
- Janina Niczewska
- Eugeniusz Solarski
- Janusz Ściwiarski
- Wanda Stanisławska – dama z towarzystwa
- Zofia Szancerowa
- Józef Teryks
- Władysław Olszyn
- Jerzy Walden
- Stefan Witas – kierownik sklepu
- Eugenia Herman – sekretarka Dyzmy, prezesa Państwowego Banku Zbożowego
- Zbigniew Jabłoński – dyrektor Wandryszewski, urzędnik Państwowego Banku Zbożowego
- Henryk Modrzewski – urzędnik Państwowego Banku Zbożowego
- Tadeusz Teodorczyk – strażnik Państwowego Banku Zbożowego
- Czesław Lasota – obserwator pojedynku zapaśników
- Gustaw Lutkiewicz – policjant
- Roman Polański – boy na przyjęciu w Hotelu Europejskim
- Mieczysław Stoor
- Zdzisław Szymański
- Mieczysława Ćwiklińska – uczestniczka balu (nie wymieniona w czołówce)